# Dei Verbum
Dei Verbum var ett dokument som promulgerades av påve Paulus VI den 18 november 1965, efter godkännande av de samlade biskoparna med röstantalet 2 344 mot 6. Det är ett av de principiella dokumenten antagna vid Andra Vatikankonciliet; till och med deras grund, enligt en av konciliets ledande personer, biskop Christopher Butler. Frasen "Dei Verbum" är latin för "Guds ord" och kommer från dokumentets första textrad, enligt praxis för viktiga katolska dokument.